# Erythrocles microceps
Erythrocles microceps is een straalvinnige vissensoort uit de familie van emmelichtiden (Emmelichthyidae). De wetenschappelijke naam van de soort is voor het eerst geldig gepubliceerd in 1998 door Miyahara & Okamura.